# Довжиця
До́вжиця — село в Україні, у Маневицькій селищній громаді Камінь-Каширського району Волинської області. Населення становить 368 осіб.

## Походження назви
Історично поселення розташовувалось вздовж шляху Луцьк-Любешів-Дольськ, і складалося воно з однієї вулиці, що простягалася на кілька кілометрів. За однією з версій старожилів, звідси і походить назва села.[джерело?]

## Історія
12 червня 2020 року, відповідно до розпорядження Кабінету Міністрів України № 708-р «Про визначення адміністративних центрів та затвердження територій територіальних громад Волинської області», село увійшло у склад Маневицької селищної громади.
19 липня 2020 року, в результаті адміністративно-територіальної реформи та ліквідації  Маневицького району, село увійшло до складу новоутвореного Камінь-Каширського району.

## Населення
Згідно з переписом УРСР 1989 року чисельність наявного населення села становила 340 осіб, з яких 161 чоловік та 179 жінок.
За переписом населення України 2001 року в селі мешкало 367 осіб. 100 % населення вказало своєю рідною мовою українську мову.

## Відомі люди
- Деркач Олександр Петрович (1988—2014) — солдат 51-ї окремої механізованої бригади, загинув у бою за Іловайськ.
- Миронюк Надія Миколаївна (1984) — заслужений майстер спорту України з важкої атлетики, учасниця Олімпійських ігор 2008 року.